# ハイルスブロン
ハイルスブロン (ドイツ語: Heilsbronn, ドイツ語発音: [ha‿ilsˈbrɔn]) は、ドイツ連邦共和国バイエルン州ミッテルフランケンのアンスバッハ郡に属す郡所属市。

## 地理

### 位置
ハイルスブロン市は、ニュルンベルクとアンスバッハの中間、ミッテルフランケンの地理上の中心にあたる。ハイルスブロンは森の豊かなランガウ川の渓谷に位置している。隣接するケッテルドルフの森からはシュヴァーバッハ川が湧出する。

### 市の構成
本市は、公式には19の地区 (Ort) からなる。このうち小集落や孤立農場などを除く集落を以下に列記する。
| - ベンツェンドルフ - ベリングスドルフ - ボンホーフ - ビュルクライン - ゲッデルドルフ - ゴットマンスドルフ - ハイルスブロン - ケッテルドルフ | - マルクトトリーベンドルフ - ミュンヒャルルバッハ - ノイヘーフライン - ザイテンドルフ - トリーベンドルフ - ヴァイセンブロン - ヴァイテルンドルフ |

## 行政

### 市長
第1市長は、イュルゲン・プファイファー(CSU）。（2008年5月から）

### 市議会
市議会は20議席からなる。

### 紋章
図柄: 金地と赤地に左右二分割。向かって左は、赤と銀の市松模様の斜め帯。向かって右は、三段の金の水盤を持つ泉。中央の分割線上に金のハート型。

### 友好都市
- イェスニッツ地区（ドイツ、ザクセン州、プラウエン市）
- オブジャ （フランス、コレーズ県）

### 協力関係
1968年にハイルスブロンは、ズデーテン地方の市場町フライセンおよびシュネッケン・イム・エーガーラントを逐われたドイツ人に対する協力を約束した。

## 文化と見所

### 博物館
市は、カターリーナ塔に郷土博物館を有している。新しい博物館 "Vom Kloster zur Stadt"（修道院から市へ）は、コンヴェントハウス内に次第にできあがりつつある。

### 建築物
ハイルスブロンを象徴する建築は、重量感のあるカタリーナ塔である。見所は、かつてシトー会修道院であったハイルスブロン聖堂である。この修道院は1132年にアーベンベルク伯によって創設され、1297年から1625年までホーエンツォレルン家の墓所となった。納骨堂には、この家門の41人が葬られている。中世には、この修道院はレーゲンスブルクに至るフランケン中の各所に所領を有していた。ヴュルテンベルクの土地さえも、この修道院の所領に属していた。

## 経済と社会資本
ハイルスブロンは、ロマンティック・フランケン観光連盟の構成員である。

### 交通

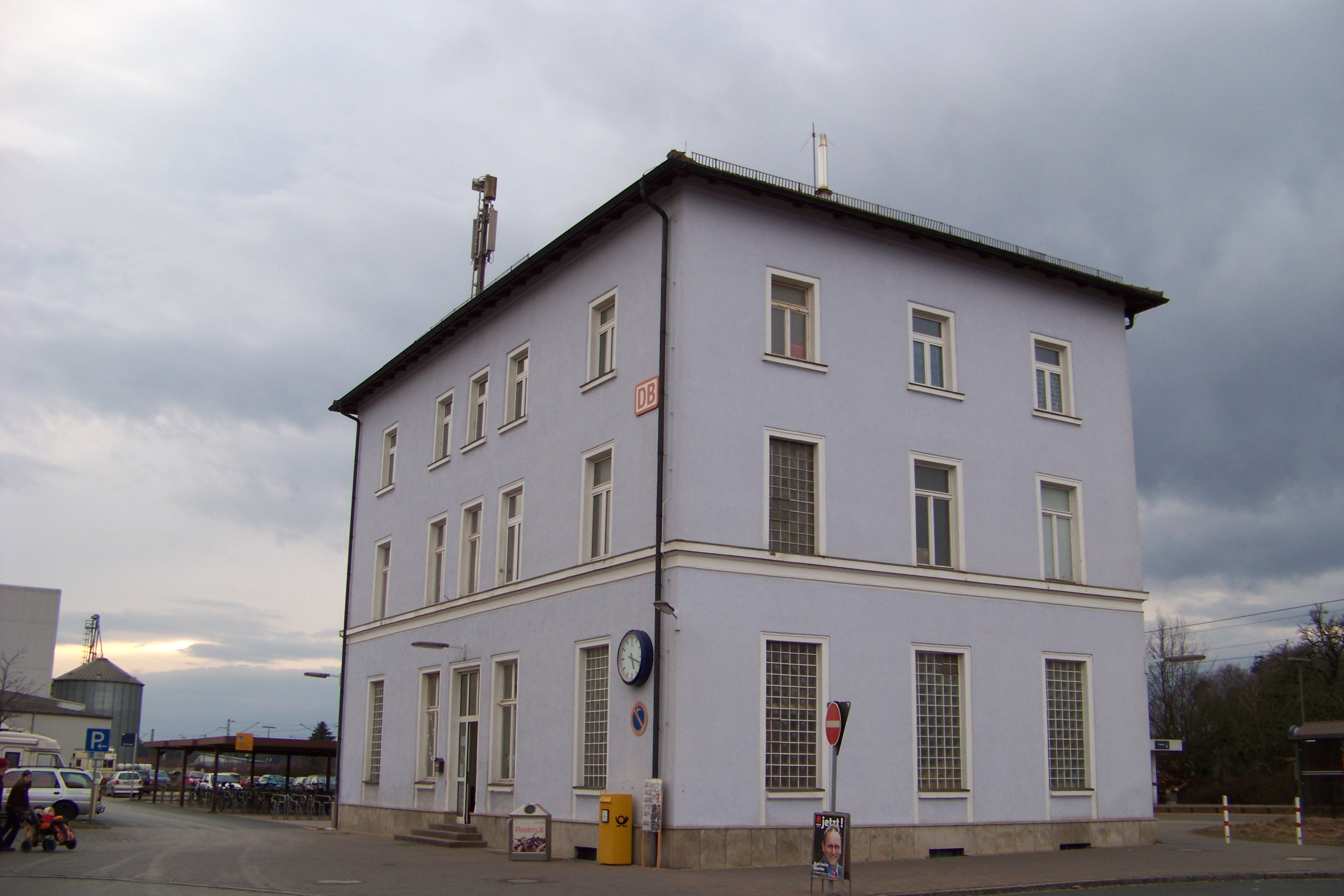
ハイルスブロン駅

ハイルスブロンは、連邦アウトバーンA6/E50（ニュルンベルク - ハイルブロン線）のノイエンデッテルザウ・インターチェンジから3kmの距離にある。連邦道B14号線（ニュルンベルク - シュトゥットガルト、古城街道の一部をなす）のバイパスが市内を走っている。ハイルスブロン駅はニュルンベルク広域交通網の一部であり、近郊鉄道R7号線および785号線（ニュルンベルク - シュトゥットガルト）が発着する。この駅は、周辺町村へのバスターミナルにもなっている。

## 人物

### 出身者
- バーバラ・ヘドレリン（ヴァイセンブロン地区出身）は、魔女狩りの時代、1592年に魔女として訴えられた。 聖餐式の際にその口からホスチアが現れ、彼女の被っていたヴェールがそれを巻き取ったとする嫌疑で訴えられたのだった。判決は遺されていない。

## ギャラリー

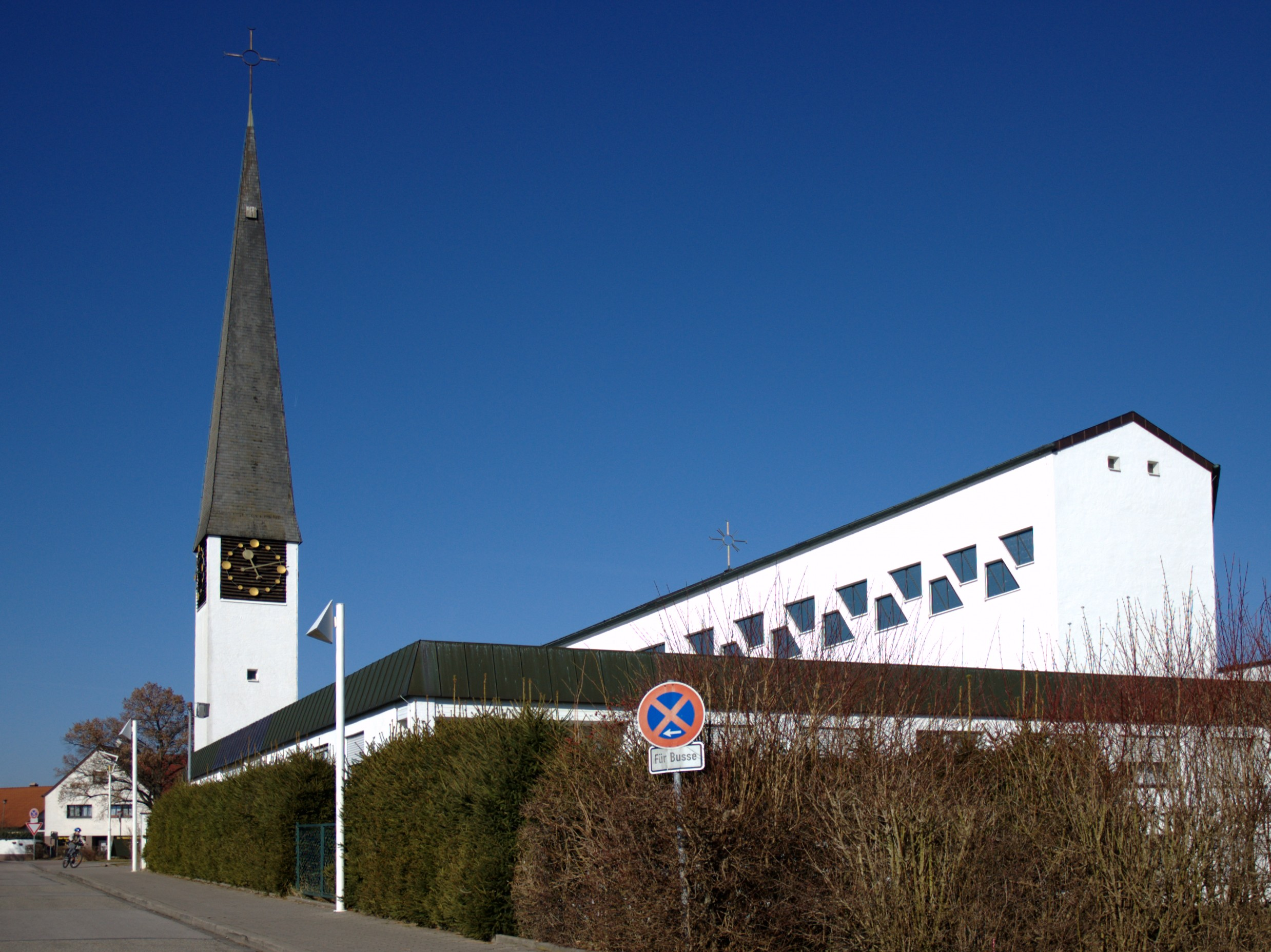
カトリック教会「我らが聖母」教会
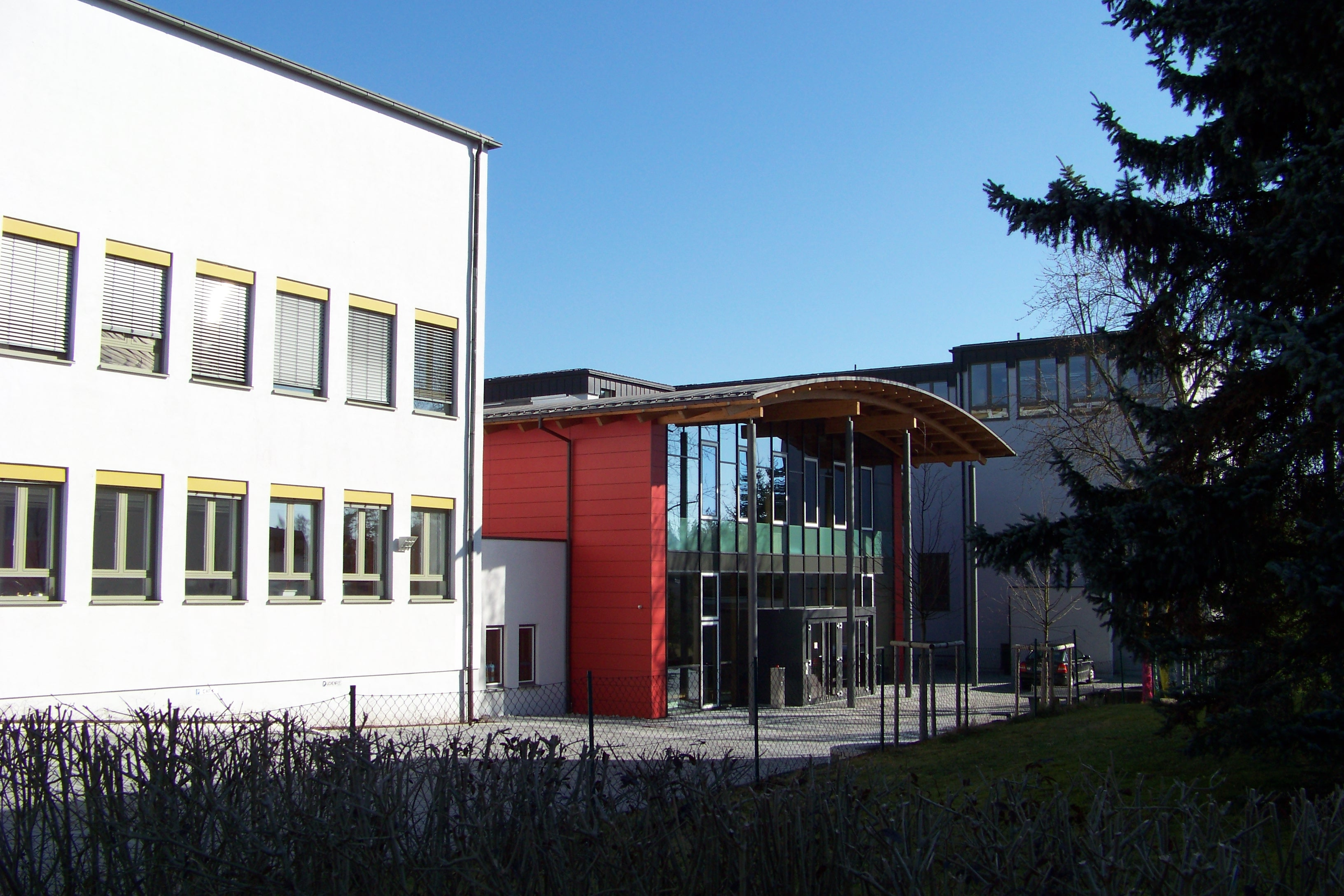
ゲオルク・フリードリヒ辺境伯実業学校
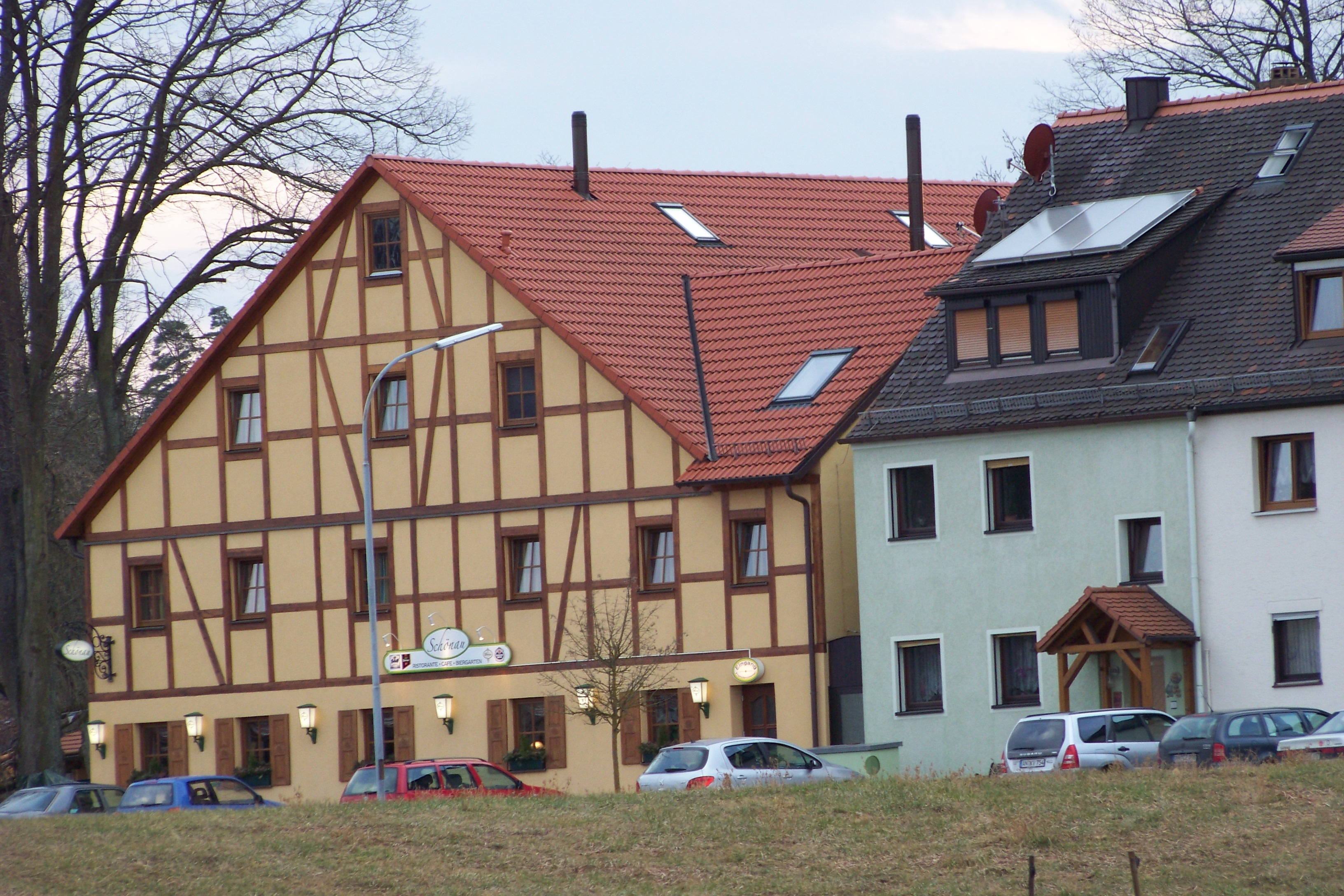
旅館シェーナウ

## 引用
1. ↑  https://www.statistikdaten.bayern.de/genesis/online?operation=result&code=12411-003r&leerzeilen=false&language=de Genesis-Online-Datenbank des Bayerischen Landesamtes für Statistik Tabelle 12411-003r Fortschreibung des Bevölkerungsstandes: Gemeinden, Stichtag (Einwohnerzahlen auf Grundlage des Zensus 2011)
2. ↑  Max Mangold, ed (2005). Duden, Aussprachewörterbuch (6 ed.). Dudenverl. p. 394. ISBN 978-3-411-04066-7
3. ↑  Bayerische Landesbibliothek Online